# Эффект экспериментатора
Эффект экспериментатора (англ. experimental demand effect) — изменения в поведении участника эксперимента из-за представления о надлежащем, по его мнению, поведении в ходе эксперимента. Испытуемый предполагает, какие стратегии поведения или ответы от него ждут, а также строит предположения о целях исследования, изменяя свое поведение. Следует отметить, что даже если ожидания участника неверны, результаты исследования всё равно могут быть искажены. Поэтому данный эффект может угрожать внешней и внутренней валидности эксперимента.

## Причины
Экспериментатор создает микроэкономическую систему, в которой субъект существует в ходе эксперимента. В результате неизбежно, что экспериментатор находится в положении авторитета по отношению к субъектам. Часто исследования проводятся преподавателями, в то время как испытуемыми являются студенты, что усиливает вертикальный характер отношений между экспериментатором и участниками. Кроме того, испытуемые могут хотеть быть «хорошими испытуемыми» и поэтому чувствовать себя обязанными помогать экспериментатору, то есть действовать так, чтобы подтвердить предполагаемую ими гипотезу экспериментатора. Существует и тенденция вести себя эмоционально стабильно, «не поддаваться» давлению ситуации эксперимента. Помимо этого, ряд исследователей предлагает модель «злонамеренного испытуемого», который враждебно настроен по отношению к экспериментатору, и делает все, чтобы разрушить гипотезу эксперимента.

## Классификация
Выделяется два тип эффекта экспериментатора:
- Когнитивный эффект — влияние факта того, что человек осознает, что участвует в эксперименте

Один из примеров когнитивного эффекта — Хоторнский эффект, заключающийся в том, что люди изменяют своё поведение в ответ на их осознание того, что за ними наблюдают. Эффект глаза в аудитории показывает то, что люди ведут себя более альтруистично, если присутствуют изображения с глазом, потому что эти изображения намекают на то, что за людьми наблюдают. Глаз — сильный сигнал восприятия для человека.
- Социальный эффект — влияние окружения, ожиданий относительно надлежащего поведения.

Например, в одном эксперименте часть участниц проинформировали о цели исследования и сказали, что исследователи хотят изучить симптомы менструального цикла. Информированные участники значительно чаще сообщали о негативных предменструальных и менструальных симптомах, чем участники, которые не знали о цели исследования. Исследователи пришли к выводу, что на сообщение о симптомах влияет эффект экспериментатора, и, в частности, социальные ожидания. Другими словами, люди, которые думали, что исследователи хотят услышать о некоторых стереотипных симптомах ПМС и менструальных проблемах, с большей вероятностью скажут, что они испытывают такие негативные симптомы во время менструации .

## Подавление эффекта
Обычно эффект представляет наибольшую проблему только тогда, когда предположения участников положительно коррелируют с истинными экспериментальными целями. Если они коррелируют негативно, это тоже потенциально проблематично. Однако если предположения испытуемых не коррелируют с целями исследования, то они безвредны.
Исследователи обычно полагаются на несколько различных стратегий, чтобы минимизировать влияние эффекта. Обман — один из подходов. Для этого участникам нужно сказать, что в исследовании рассматривается одно, а на самом деле — совсем другое. Однако, обман не допускается в экономических экспериментах.
Если существует опасность положительной корреляции, экспериментатор может попытаться, не прибегая к обману, запутать участников. Одним из методов является использование простого контекстно-свободного языка в инструкциях, избегающего подталкивания агентов в ту или иную сторону, например, избегание явного упоминания о «сотрудничестве» или «сговоре» в соответствующих экспериментах. А если необходимо ввести реплику, указывающую в одном поведенческом направлении, следует ввести другую реплику, указывающую в противоположном направлении.
«Двойной слепой метод» — это метод, при котором ни участники, ни взаимодействующие с ними люди не знают о гипотезе экспериментатора. Это помогает снизить вероятность того, что испытуемые догадаются, о чем идет речь.
Хотя не всегда можно полностью исключить вероятность того, что участники догадаются, о чем идет речь в эксперименте, принятие некоторых из этих мер предосторожности может помочь минимизировать влияние эффекта на результаты исследования.